# Машина лорда Келвіна
«Машина лорда Келвіна» (англ. Lord Kelvin's Machine) — науково-фантастичний роман американського письменника Джеймса Блейлока. Вийшов 1992 році у видавництві Arkham House тиражем 4 015 примірників. Це перший роман автора, що вийшов у цьому видавництві, він входить до серії з 3-х книг у стилі стимпанк, після «Копаючого Левіафану» (1984) та «Гомункулуса» (1986). По суті, рання версія роману вперше з'явилася в середині грудня 1985 року в одному з випусків журналу Азімовз сайнс фікшн.

## Сюжет
У вікторіанському Лондоні, Аліса, дружина вченого-дослідника Ленгдона Сент Івса, вбита його омпаньйоном, горбатим доктором Ігнасіо Нарбондо. Сент Івс та його камердинер, Хасбро, переслідують Нарбондо по всій Норвегії, заважаюяи Нарбондо реалізувати свої наміри зі знищення землі а, згодом, докладає зусилля, щоб оживити заморожений труп Нарбондо. У процесі Сент-Івс отримує доступ до потужного пристрою, створеного лордом Келвіном, який дозволяє Сент-Івсу подорожувати в часі.